# Volker Bigl

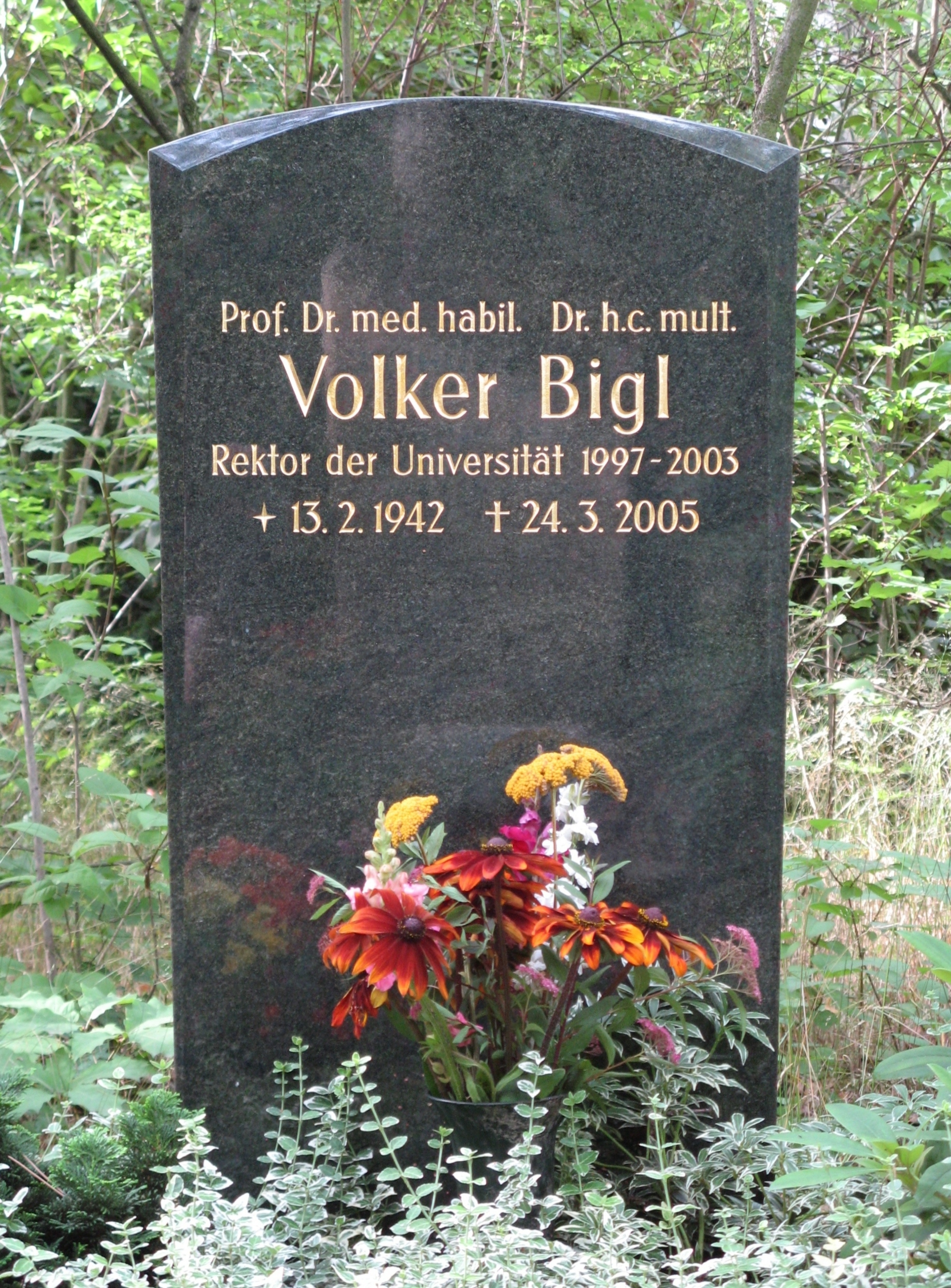
Grabstein von Volker Bigl auf dem Leipziger Südfriedhof

Volker Bigl (* 13. Februar 1942 in Bernsdorf, Landkreis Glauchau; † 24. März 2005 in Brandis-Polenz, Muldentalkreis) war ein Mediziner auf dem Gebiet der Hirnforschung. Er war von 1992 bis 2005 Professor für Neurochemie an der Universität Leipzig und 1997–2003 deren Rektor.

## Leben
Bigl nahm 1960 ein Studium der Humanmedizin an der Universität Bukarest auf, das er zwischen 1962 und 1965 an der Universität Leipzig fortsetzte. Nach seiner Promotion im Jahre 1965 und der Approbation im Folgejahr arbeitete er bis 1977 als wissenschaftlicher Assistent am Bereich Neurochemie der Universität Leipzig im Bereich der Hirnforschung, 1970 bekam er den Facharzttitel für Biochemie. Von 1977 bis 1983 war er als Oberarzt am Paul-Flechsig-Institut für Hirnforschung der Universität Leipzig tätig. 
1979 habilitierte er sich zum Thema Chemische Synaptologie der Ratte unter Einfluss von Lichtreizung auf die Entwicklung synaptischer Mechanismen und wurde 1983 Dozent für Neurochemie am Bereich Medizin der Universität Leipzig. 1992 wurde Bigl zum Professor an der Medizinischen Fakultät ernannt und 1993 zum Direktor des Paul-Flechsig-Institutes für Hirnforschung berufen. Von 1995 bis 1997 war er Dekan der Medizinischen Fakultät, 1997 erfolgte seine Wahl zum Rektor der Universität Leipzig.
Im Streit um den Wiederaufbau der ehemaligen Universitätskirche (Paulinerkirche), den Bigl vehement ablehnte und stattdessen einen Campusbau forderte, erklärte er am 30. Januar 2003 seinen Rücktritt vom Rektorenamt, als die sächsische Landesregierung am 28. Januar 2003 entgegen vorher gegebenen Zusagen für die Errichtung eines innerstädtischen Campus nun dem Paulinerverein entgegenkam und vorübergehend für einen Verkauf des Grundstückes an die katholische Kirche stimmte.
Volker Bigl gehörte seit 1994 der Sächsischen Akademie der Wissenschaften zu Leipzig an und wurde 2004 zu deren Präsidenten gewählt. Aus gesundheitlichen Gründen musste er jedoch das Amt im gleichen Jahr niederlegen.
Bigl war Ehrendoktor der Ohio University in Athens, USA.
Ihm wurde am 4. März 2005 das Bundesverdienstkreuz 1. Klasse verliehen, welches zusammen mit der Ehrendoktorwürde der Medizinischen Fakultät der Universität Leipzig am 25. Mai 2005 auf einer Veranstaltung der Universität Leipzig postum an seine Witwe Marina Bigl übergeben wurde.